# Фаттори, Освальдо
Освальдо Фаттори (итал. Osvaldo Fattori; 22 июня 1922, Верона — 27 декабря 2017, Милан) — итальянский футболист, опорный полузащитник. По завершении игровой карьеры — футбольный тренер.
В качестве игрока прежде всего известен выступлениями за клуб «Интернационале», а также национальную сборную Италии.
Двукратный чемпион Италии.

## Клубная карьера
Воспитанник футбольной школы клуба «Аудаче Сан-Микеле».
Во взрослом футболе дебютировал в 1941 году выступлениями за команду клуба «Виченца», в которой провел пять сезонов, приняв участие в 83 матчах чемпионата.
В течение 1946—1947 годов защищал цвета команды клуба «Сампдория».
Своей игрой за последнюю команду привлек внимание представителей тренерского штаба клуба «Интернационале», в состав которого принят в 1947 году. Сыграл за «нераззурри» следующие семь сезонов своей игровой карьеры. Большинство времени, проведенного в составе «Интера», был основным игроком команды. За это время дважды завоевывал титул чемпиона Италии.
Завершил профессиональную игровую карьеру в клубе «Брешия», за команду которого выступал на протяжении 1954—1959 лет.

## Выступления за сборную
В 1949 дебютировал в официальных матчах в составе национальной сборной Италии. В течение карьеры в национальной команде, которая длилась всего 1 год, провел в форме главной команды страны 4 матча. В составе сборной был участником чемпионата мира 1950 года в Бразилии.

## Карьера тренера
Начал тренерскую карьеру вскоре после завершения карьеры игрока, 1960, возглавив тренерский штаб клуба «Марцотто Вальданьйо».
В дальнейшем возглавлял команду клуба «Самбенедеттезе».
Последним местом тренерской работы был клуб «Сольбьятезе», команду которого Освальдо Фаттори возглавлял в качестве главного тренера до 1970 года.